# 대구월배초등학교
대구월배초등학교는 대한민국 대구광역시 달서구 진천동에 있는 공립 초등학교이다.

## 연혁
- 1930년 9월 18일 달성군 월배공립보통학교(4년제) 개교
- 1938년 4월 1일 월배공립심상소학교로 개칭[1]
- 1939년 4월 1일 6년제 4학급 개편
- 1941년 4월 1일 월배공립국민학교로 개칭[2]
- 1981년 7월 1일 대구직할시로 편입[3](대구월배국민학교)
- 1995년 12월 13일 신관 준공
- 1996년 3월 1일 대구월배초등학교로 변경[4]
- 1996년 11월 23일 교사 재배치(본관) 준공
- 1996년 12월 11일 신축 교사로 이전
- 1997년 6월 30일 운동장 및 화단 조성
- 1997년 9월 12일 급식실 완공
- 1997년 9월 25일 교내 TV방송시설 완공
- 1997년 11월 1일 교내 교통공원 완공
- 1997년 12월 30일 교내 정구장 완공
- 1998년 11월 26일 병설유치원 설립인가
- 1998년 12월 6일 기상대 준공
- 1999년 3월 10일 병설유치원 개원
- 1999년 4월 14일 월배체육관 개관
- 1999년 10월 22일 과학시설 확충
- 1999년 10월 27일 월배종합예술제[5] 개최
- 2007년 5월 31일 운동장 우레탄 트랙, 생명의 숲, 녹색학교 공사 준공
- 2007년 8월 31일 보육교실 설치 및 화장실 현대화
- 2008년 12월 31일 보건실 현대화 사업
- 2009년 6월 26일 영어 체험실 구축
- 2009년 11월 2일 도복도, 급식실 현대화
- 2016년 2월 2일 만나당 급식실 완공식
- 2016년 11월 3일 후관 4층 음악실 완공식
- 2017년 9월 27일 행복관(시청각실) 완공
- 2017년 10월 10일 창의융합과학실 완공
- 2019년 11월 20일 도서관, 리노베이션(2학년), 돌봄교실 완공
- 2020년 2월 12일 제87회 졸업식(87명/총 졸업생 19,849명)
- 2020년 3월 1일 24학급 편성(특수반 2학급 포함)
- 2020년 3월 1일 김지숙 교장(제32대) 부임
- 2021년 2월 10일 제88회 졸업식(106명/총 졸업생 20,414명)
- 2021년 3월 1일 24학급 편성(특수반 2학급 포함)
- 2021년 3월 1일 배남숙 교장(제33대) 부임

## 상징
- 교화(校花) - 국화 : 참되고 끈기있고 왕성하게 자라는 국화처럼 아름다움을 지닌 어린이
- 교목(校木) - 향나무 : 늘 싱싱하고 푸른 기상으로 굳건한 자태를 지닌 향나무처럼 씩씩하고 튼튼한 어린이

## 통학 구역
- 달서구 상인1동 34통(상인중석), 47통(대성스카이렉스)
- 달서구 상인2동  1통～4통, 5통1반, 5통3반～4반, 6통1반～2반, 7통2반～6반
- 달서구 월성1동 1통(325, 500-2, 511, 521~528, 528-3, 530, 457~461, 463~464, 467~474, 480~483, 486~487, 490, 492~495, 499, 511-3, 530-2, 536~537, 541, 550 제외)
- 달서구 진천동 12통～14통, 15통1~2반, 15통5반～9반,  45통, 53통(진천이안일대), 54통 1반, 74통(월배역라온프라이빗)
- 한샘초와 공동 통학구역 운영
  - 달서구 진천동 54통 1반중(585-5,9, 586-2,3,5, 587-2,6, 595번지), 54통2반중(599), 54통3반～6반(진천트윈팰리스)

## 참고 자료
- 대구월배초등학교 - 한국교육학술정보원 학교알리미